# John Burton Thompson

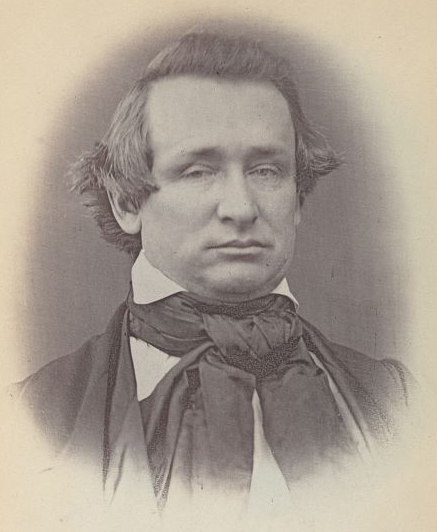
John Burton Thompson

John Burton Thompson, född 14 december 1810 nära Harrodsburg, Kentucky, död 7 januari 1874 i Harrodsburg, Kentucky, var en amerikansk politiker. Han representerade delstaten Kentucky i båda kamrarna av USA:s kongress, först i representanthuset 1840–1843 samt 1847–1851 och sedan i senaten 1853–1859.
Thompson studerade juridik och inledde sin karriär som advokat i Harrodsburg. Han gick med i Whigpartiet. Kongressledamot Simeon H. Anderson avled 1840 i ämbetet och Thompson fyllnadsvaldes till representanthuset. Han efterträddes 1843 av James W. Stone. Thompson tillträdde 1847 på nytt som kongressledamot. Han efterträddes 1851 igen av Stone.
Thompson var viceguvernör i Kentucky 1852–1853. Han efterträdde 1853 Joseph R. Underwood i USA:s senat. Thompson representerade Opposition Party i USA:s 34:e kongress. Han gick 1857 med i Knownothings. Han efterträddes 1859 som senator av Lazarus W. Powell.
Thompson avled 1874 och han gravsattes på Spring Hill Cemetery i Harrodsburg.